# Constantino de Baviera
Constantino de Baviera (tras la abolición de la monarquía: Constantino Príncipe de Baviera; en alemán: Konstantin Prinz von Bayern; Múnich, 15 de agosto de 1920-Hechingen, 30 de julio de 1969) fue un miembro de la Casa Real bávara de Wittelsbach, periodista, autor y político. Su nombre completo era Constantino Leopoldo Luis Adalberto Jorge Tadeo José Pedro Juan Antonio Francisco de Asís Asunción y de Todos los Santos.

## Infancia y juventud
Constantino nació en Múnich, Baviera. Fue el hijo mayor del príncipe Adalberto de Baviera y su mujer la condesa Augusta von Seefried auf Buttenheim. Nieto de la infanta Paz de Borbón, por lo tanto bisnieto de la reina Isabel II de España así como también tataranieto del emperador Francisco José I de Austria.
En 1939, como la mayoría de hombres alemanes jóvenes de su edad, el príncipe fue reclutado por el ejército. Aun así, su carrera en el ejército alemán fue corta. En 1941, el príncipe Constantino fueeximido de todos los deberes de combate a raíz del llamado Prinzenerlass y un año más tarde empezó estudiar Derecho en la Universidad de Friburgo en Friburgo de Brisgovia. Después de su graduación en 1944,  trabajó en el Alto Tribunal Regional de Karlsruhe, pero fue arrestado, como la mayoría de sus parientes, después del intento fallido de asesinar a Adolfo Hitler y quedó encarcelado el resto de la Segunda Guerra Mundial.

## Después de la Segunda Guerra Mundial
Después de la guerra, el príncipe Constantino empezó trabajar como periodista en la Neu Revue, revista del Süddeutsche Zeitung, y más tarde para la revista popular alemana Bunte. Además, en 1958  publicó una biografía de Papa Píio XII titulalda Der Papst. Tres años más tarde escribió un libro de referencia histórico Ohne Macht und Herrlichkeit. También llegó a ser miembro de la Unión Social Cristiana de Baviera, uno de los partidos políticos más grandes en Baviera, y fue elegido para el parlamento estatal bávaro en 1962 y en 1965 para el Bundestag.

## Matrimonio
El 26 de agosto de 1942 el príncipe Constantino se casó con la princesa María Adelgunda de Hohenzollern, hija del príncipe Federico de Hohenzollern y de la princesa Margarita de Sajonia. La boda en Sigmaringen fue descrita como "el acontecimiento de sociedad más grande durante la guerra" (i.e. Segunda Guerra Mundial). 
La pareja tuvo dos hijos, pero el matrimonio acabó en divorcio el 14 de julio de 1948 y fue anulado el 24 de marzo de 1950.
- Príncipe Leopoldo Ruperto Luis Adalberto Fernando Federico María y de Todos los Santos de Baviera (21 de junio de 1943). Casó con Ursula Mohlenkamp el 21 de octubre de 1977. Tienen cuatro hijos y seis nietos.
- Príncipe Adalberto Federico Juan María de Todos los Santos de Baviera (27 de diciembre de 1944). Casó con Marion Malkowski el 9 de mayo de 1978 y se divorciaron el 11 de noviembre de 1983. Él volvió a casarse con Sandra Burghardt el 21 de febrero de 1986. Tienen dos hijos.

El 14 de agosto de 1953 el príncipe Constantino se casó de nuevo con la condesa Elena (Hella) von Khevenhüller-Metsch, hija del conde Francisco de Khevenhüller-Metsch y  de la princesa Ana de Fürstenberg. La ceremonia civil tuvo lugar en Sankt Georgen am Längsee en Carintia y la boda religiosa un día más tarde en Hohenosterwitz. El matrimonio tuvo una hija:
- Princesa Isabel Elena Ana Augusta María de la Paz Ludovica Fernanda de Todos los Santos de Baviera (20 de julio de 1954). Casó con el conde Alfredo Hoyos el 30 de mayo de 1976. Tienen dos hijos y cinco nietos:
  - Condesa Estefanía Hoyos (1977). Casada con el barón Francisco von Brackel el 15 de abril de 2006. Tienen tres hijos:
    - Conde Constantino von Brackel (2006)
    - Condesa Antonia von Brackel (2008)
    - Condesa Johanna von Brackel (2010)

  - Conde Juan Hoyos (1978). Casado con Verónica Wundsam en 2013. Tienen tres hijos:
    - Conde Baltasar Hoyos (2015)
    - Conde Luis Hoyos (2017-2017)
    - conde Antonio Hoyos (2018)

La condesa Elena se volvió a casar con su primo segundo el príncipe Eugenio de Baviera el 27 de noviembre de 1970.

## Muerte
El príncipe Constantino de Baviera perdió la vida el 30 de julio de 1969 en un accidente de avión cerca de Hechingen, Baden-Württemberg, poco antes de cumplir 49 años y fue enterrado en el cementerio familiar del Monasterio de Andechs. Le sobrevivieron sus padres.

## Trabajos publicados
- Nach der Sintflut. Constantino, Príncipe de Baviera - Bergisch Gladbach : Lübbe, 1988
- Nach der Sintflut.Constantino, Príncipe de Baviera - Múnich : Süddeutscher Verlag, 1986
- Papst Pius XII. [der Zwölfte], Constantino, Príncipe de Baviera - Stein am Rhein : Christiana-Verlag, 1980, 38. - 42. Tsd.
- Des Königs schönste Damen. Constantino, Príncipe de Baviera - Múnich : Süddeutscher Verlag, 1980
- Prinz und Demokrat. Constantino de Baviera. Constantino, Príncipe de Baviera - Múnich : Langen/Müller, 1970
- Dado Zukunft sichern. Constantino, Príncipe de Baviera - Stuttgart-Degerloch : Seewald, 1969
- Ohne Macht und Herrlichkeit. Constantino, Príncipe de Baviera - Múnich : Lista, 1961
- Der Papst. Constantino, Príncipe de Baviera - [Gütersloh] : Bertelsmann Lesering, 1959
- Der Papst. Constantino, Príncipe de Baviera - Múnich : Kindler, 1958, 27. - 29. Tsd.
- Der Papst. Constantino, Príncipe de Baviera - Fráncfort/M. : Ullstein Taschenbücher-Verl., 1958